# Anna Claypoole Peale
Anna Claypoole Peale (Filadelfia, 6 de marzo de 1791 – 25 de diciembre de 1878) fue una pintora estadounidense especializada en miniaturas de retratos sobre marfil y bodegones. 

## Biografía
Hija de James Peale (1749-1831) y Mary Chambers Claypoole Peale (1753-1829), era la cuarta de seis hijos y la tercera hija. Sus hermanos fueron: Jane Ramsay (1785-1834), María (1787-1866), James Jr. (1789-1876), Margaretta Angelica (1795-1882), Sarah Miriam (Sally) (1800-1885) y Eleanor. Anna era la única niña que llevaba el nombre de Claypoole, y lo usó durante toda su carrera. Desde muy joven, Anna observaba a su padre, un artista de retratos en miniatura, pintar en su estudio para aprender este arte, "horas y horas observando el progreso de James. Se esforzó para enseñarle, señalando los toques peculiares que producen sus mejores resultados al darle elegancia a la expresión". Sus inclinaciones empresariales eran evidentes desde la edad de 14 años cuando copió dos paisajes franceses y los vendió en una subasta a buen precio.
Bajo la guía de su padre, Anna comenzó a estudiar retratos y fue capaz de conseguir imágenes de sus niñeras de semejanzas visibles. Probablemente, su hermano Charles Willson Peale alentó a su padre para formar a Anna, quien, junto con William Rush, cofundó la primera academia de arte estadounidense, la Academia de Bellas Artes de Pensilvania (PAFA). Anna se formó durante cinco años con su padre, en cuyo estudio coincidió con sus hermanas Sarah Miriam y Margaretta Angelica. Anna debió tener unos dieciséis años cuando pintó Chica con un libro, hacia 1807. Este retrato comunica el placer de la artista al pintar, que se revela en el juego de luces sobre la figura. El tema tiene un libro en el que el nombre de la artista se sustituye por el título en la portada. Desde aproximadamente 1810, las pinturas de Peale generalmente están firmadas, y cuando la artista adoptó un perfil profesional, agregó a su firma la C inicial, un reconocimiento a la familia de su madre, los Claypooles. 
En 1811, a los 20 años, Anna participó en la primera exposición en la Academia de Bellas Artes de Pensilvania, que también fue su primera exposición importante. Allí, presentó una naturaleza muerta al óleo. Tres años después, en 1814, exhibió su primer grupo de tres miniaturas en la exposición anual de la Academia de Pensilvania, dos años después de que su padre expusiera allí sus últimas miniaturas. Esto fue una señal para el público de que Anna asumiría encargos de miniaturas de retratos que su padre rechazaría en adelante. Pero estas expectativas demostraron ser poco realistas cuando la Guerra de 1812, que se libró principalmente en el mar, se acercó a su hogar. El 24 de agosto, las tropas británicas marcharon a Washington D. C., y en menos de 24 horas incendiaron sistemáticamente los principales edificios del gobierno. Los británicos avanzaban en Baltimore, la exposición anual en la Academia de Pensilvania acababa de finalizar. Doce años después, en 1824, Anna y su hermana Sarah Miriam se convirtieron en las primeras mujeres elegidas como académicas por la Academia de Bellas Artes de Pensilvania.

## Familia
El éxito de Anna en el retrato siguió la estela de generaciones de retratistas en su familia. Charles Willson Peale, su tío, fue una figura importante por introducir la pintura en miniatura en las colonias americanas. Su padre también contribuyó a la evolución de este arte. Sus hermanas, Sarah Miriam, Maria y Margaretta Angelica Peale también fueron artistas consumadas: Sarah Miriam como retratista, y Maria y Margaretta Angelica como pintoras de bodegones. 
Ambos hermanos Peale deseaban empujar a sus hijos hacia carreras artísticas. James Peale y Charles Willson Peale tuvieron una posición influyente en la vida de sus hijos, sobrinas y sobrinos. 
Anna se casó con William Staughton el 27 de agosto de 1829, quien murió en diciembre de 1829, en Washington D. C.. Después de su fallecimiento, regresó a Filadelfia para continuar su trabajo de retratos en el estudio. Once años después, en 1841, se casó con el general William Duncan y se retiró de la pintura poco después.
Anna no tuvo hijos. Tenía cuatro sobrinas y sobrinos: Mary Jane Simes (1807-1872), James G. Peale (1823-1891), Washington Peale (1825-1868) y Mary V. Peale (1828-1867). 

## Carrera

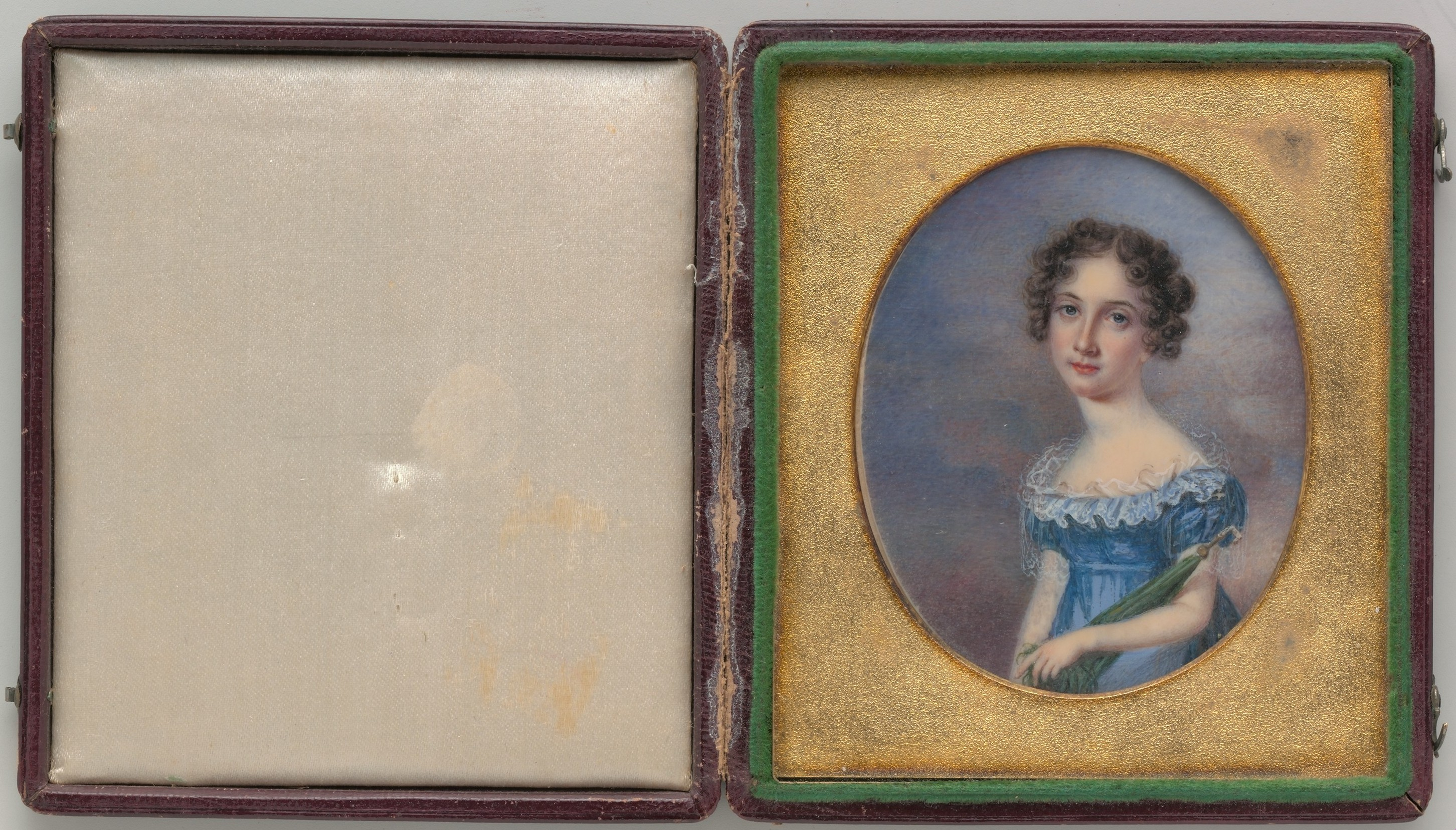
Sarah Ann Beck, Anna Claypoole Peale, Museo Metropolitano de Arte

Estados Unidos experimentó un crecimiento de la riqueza durante el siglo XIX, lo que propició el aumento de clientela para las miniaturas. Además, la formación de Anna con su padre fue ventajoso para ella porque el arte de la miniatura tradicionalmente se aprendía lentamente y en calidad de maestro / aprendiz. 
El retrato elegante y preciso de Little Girl, una acuarela de 1817 sobre marfil, fue una de las obras que lanzó la reputación artística de Anna Claypoole Peale, alrededor de 1817. La figura aparece rodeada de una atmósfera, diferente a los cielos nublados típicos de las miniaturas de retratos neoclásicos. En vez de explorar la translucidez del marfil para dar tonos color carne, Peale utilizó colores oscuros y brillantes para imitar el efecto de las pinturas al óleo, y esto se convirtió en la marca de su estilo personal.
Algunos de los notables retratados por Anna fueron el presidente James Monroe y al presidente Andrew Jackson, el senador y coronel Richard Mentor Johnson, así como un embajador, científicos y teólogos. Numerosos hombres y mujeres de Filadelfia, Boston, Baltimore, Washington y Richmond Virginia, incluidos muchos hombres de negocios y sus esposas, también fueron retratados. Peale exponía tanto con el nombre de Sra. Staughton, como Mrs. Duncan o como Anna Claypoole Peale.

### Carrera inicial
Anna fue notoria como alguien que se aplicó a su trabajo con diligencia y ambición. Desarrolló un grado de precisión en su trabajo que le permitió contribuir a apoyar a sus padres James y Mary. Ya en 1805, a los 14 años, vendió sus primeras pinturas, que eran dos reproducciones al óleo de paisajes de Vernet, consiguiendo $30, un dinero considerable en ese momento. 
Además de la dedicación de Anna, su tío Charles Willson Peale apoyó los inicios de su carrera. Promovió su potencial para el éxito comercial y le buscó encargos. Charles dijo una vez: "Su mérito en la pintura de miniatura la alza a la fama, y tantas Damas y Caballeros desean ser retratados por ella que a menudo se ve obligada a aumentar sus precios" El hermano de Anna también la apoyó en su éxito temprano acompañándola en su viaje a Boston. 

### Temáticas y estilo
Anna Claypoole Peale fue famosa por haber pintado al menos ciento cuarenta miniaturas, bodegones, paisajes y retratos al óleo.
El estilo de Anna estaba influenciado por el de su padre, quien le enseñó a mezclar hábilmente los pigmentos para controlar la densidad del color con acuarelas sobre marfil. Sin embargo, ella ajustó esta técnica para desarrollar su propio estilo. Otra influencia familiar en el trabajo de Anna probablemente vino de su primo, Titian Ramsay Peale (1780-1798). Cuando era pequeña, Titian investigaba y escribía sobre técnicas para transferir imágenes al marfil. Tras investigaciones de su obra, se descubrió que Anna utilizaba técnicas similares en sus pinturas para conseguir que la acuarela quedara adherida al marfil.
Los elogios por su trabajo en miniatura comenzaron ya en 1812, aunque no expuso hasta 1814. La mayoría de las críticas se centraron en sus habilidades con el color y en capturar el parecido con el modelo. 
De 1817 a 1818, Anna consiguió un gran éxito en su carrera. Representativo de este período es un trabajo, ahora propiedad de PAFA, titulado Mme. Lallemand. Este retrato encargado de Harriet Girard Lallemand en 1818 fue el empujón definitivo hacia una exitosa carrera como retratista. Como es habitual en su estilo, este trabajo es valorado principalmente por el dominio del color; "acentuado por las sombras azules transparentes del color reflejado debajo del mentón que dan definición a los rasgos". En 1818, Charles Willson Peale escribió a su hijo Rembrandt Peale sobre el trabajo de Anna: "Vi uno [una miniatura] que había hecho de un caballero en el que el color era de magistral excelencia". 
Una rosa en el pelo de la modelo se convirtió en un motivo en el trabajo de Anna durante la década de 1820.
En el verano de 1818, Anna tuvo que tomarse un descanso debido a una inflamación grave en sus ojos. Sin embargo, volvió a pintar el siguiente noviembre. 

### Washington
En noviembre de 1818, Anna acompañó a su viejo tío Charles Willson Peale y su esposa Hannah Peale en una expedición de pintura a Washington D. C. La misión de este viaje fue promover el "potencial de éxito comercial" de Anna, buscar encargos y producir retratos que, de vuelta a Filadelfia, se expusieran en la Academia de Bellas Artes de Pensilvania. John Wayles Eppes (1773-1823), yerno de Thomas Jefferson, fue uno de los hombres prominentes que visitaron el estudio de los Peales en Washington. Le pidió que pintara una miniatura de él y le sugirió que Charles Willson Peale posara para ella. El 7 de abril de 1819, Anna había regresado a Filadelfia desde Washington y recibió muchas solicitudes de trabajo. Le escribió a su primo Titian Ramsay Peale (1799–1885): "Tengo tanto trabajo que hacer que apenas sé qué hacer conmigo y estoy mirando por la ventana. . . Mientras estaba sentada con mi pintura esta tarde, el Sr. Sully vino a darnos boletos e invitaciones del Sr. Calhoun para asistir a sus conferencias anatómicas relacionadas con las artes: Sally [Sarah Miriam Peale] y yo ... estábamos muy interesadas en una conferencia sobre el cráneo humano ".
Entre mediados de noviembre de 1818 y febrero de 1819, Anna y su tío pintaron retratos del presidente James Monroe (1759-1831) en la Casa Blanca durante su presidencia. Las localizaciones de estas pinturas son actualmente desconocidas. Durante su tiempo en Washington, Anna y Charles también tuvieron la oportunidad de pintar el retrato del mayor general Andrew Jackson (1767-1845), quien más tarde se convirtió en el séptimo presidente de los Estados Unidos. 
El retrato de Anna de Jackson ahora se encuentra en la Galería de Arte de la Universidad de Yale en New Haven, Connecticut. Posicionó a Jackson sobre el marfil contra un cielo turbulento lleno de nubes, como un telón de fondo teatral que evoca batallas pasadas. Cuando pintó la miniatura en 1819, Jackson hizo un recorrido por el país, proclamando a Anna como una heroína. 
Mientras asistía al dique de Año Nuevo del presidente Monroe, Anna continuó aumentando su clientela para nuevos encargos. Anna acompañó al senador coronel Richard Mentor Johnson al dique. El coronel más tarde se sentó para ser retratado. Después del dique, Anna embarcó con el reverendo Obadiah Brown (1779-1852) y su esposa Elizabeth, y también realizó retratos en miniatura de ellos.

### Carrera tardía
Entre 1819 y 1829, Anna realizó numerosas miniaturas. En una carta que Anna escribió a Titian Ramsay Peale II en abril de 1819, explicaba que Thomas Sully le había dado entradas para asistir a 15 conferencias anatómicas del Sr. Calhoun con su hermana Sarah Miriam. Esta formación en anatomía la ayudó, en su ya exitoso trabajo de retratos, en la década siguiente. 
En 1820, Anna pintó un retrato de la hija de su prima Rembrandt Peale, Rosalba Peale. La miniatura de Rosalba fue un experimento para romper con las miniaturas ovaladas y trabajar con una pose de tres cuartos y medio de largo con accesorios de mesas y cortinas. Este aumento en tamaño dio origen a una curiosa controversia familiar sobre la creación de esta obra. 
El retrato de Anna de Rosalba estaba destinado a ser un regalo para una pareja casada, los Robinson. Sin embargo, después de escuchar esto, Charles Willson Peale escribió a su familia y cuestionó los motivos de que el retrato de su nieta fuera entregado a un hombre casado. Debido a que este retrato no tiene el mismo tono delicado de color que otros que Anna estaba produciendo en ese momento, se sospecha que la carta de Charles la hizo dejar la pintura sin terminar. El trabajo nunca fue entregado a los Robinson, sino que se quedó en el estudio de Anna. A pesar de su estado, posiblemente inacabado, esta miniatura siguió siendo un ejemplo del excelente manejo del color de la artista. 
En 1822, Anna completó un retrato de Rubens Peale que es considerado como uno de los trabajos cumbres de su obra. Finalizó otro retrato de un miembro del clan Peale en 1824, Abraham Sellers (Museo y Biblioteca Rosenbach, Filadelfia). A lo largo de su carrera posterior, Anna continuó exponiendo obras de arte separadas de su negocio de retratos en miniatura. En 1824, Anna expuso una copia del retrato en miniatura de Napoleón de Jean-Baptiste Isabey después de Isabey. En 1828 expuso algunas de sus miniaturas en el Boston Athenaeum. Un crítico comentó sobre el retrato de la Sra. Judson, esposa del misionero birmano : "el vestido está muy bien terminado ... pero la cara parecía salir de una atmósfera turbia". Luego, en 1829, expuso Beatrice Cenci después de Guido Reni no solo en la PAFA, sino también, en 1831, en el Boston Athenaeum. 
Después de una larga carrera, Anna Claypoole Peale fue la última pintora de miniaturas de una línea ininterrumpida de artistas de la familia Peale. Su carrera terminó alrededor de 1842, coincidiendo con el declive del retrato en miniatura en los Estados Unidos.

## Muerte
El día de Navidad, a los 87 años, Anna Claypoole Peale murió en Filadelfia y fue enterrada en el cementerio The Woodlands . 

## Exposiciones y premios
- 1811 Anna Peale expuso por primera vez en PAFA, con una naturaleza muerta al óleo.
- 1814, Anna Peale presentó su primer grupo de tres miniaturas en la exposición de primavera de PAFA.
- 1818 Anna Peale obtuvo una crítica reconociendo el trabajo mostrado en el PAFA. Después, Charles Willson Peale escribió: "Anna Peale lidera la calidad en su línea de trabajo y tiene gran cantidad de retratados"[3]
- En Baltimore el 30 de septiembre de 1822 fue el primer anuncio de "PRIMERA EXPOSICIÓN ANUAL DE Esculturas, Pinturas, Dibujos, Grabados, etc.", una exhibición en la que se incluyó el trabajo de Anna, según lo escrito por Rubens Peale.[11]
- 1823 Anna Peale exhibió dos retratos en el Museo Peale de Baltimore. Estos dos retratos eran reproducciones de las pinturas de Jean-Baptiste Duchesne His Lady y Napoleon After Duchesne.
- 1824 Anna Peale fue honrada como académica en la Academia de Bellas Artes de Pensilvania, Filadelfia, Pensilvania, Estados Unidos.
- 1824, Anna Peale mostró otra reproducción en la Academia de Bellas Artes de Pensilvania, del Retrato en miniatura de Jean-Baptiste Isabey de Napoleón después de Isabey.
- 1829, Anna Peale exhibió su pintura Beatrice Cenci después de Guido Reni en la Academia de Bellas Artes de Pensilvania, y nuevamente en 1831 en el Boston Athenaeum.

## Galería

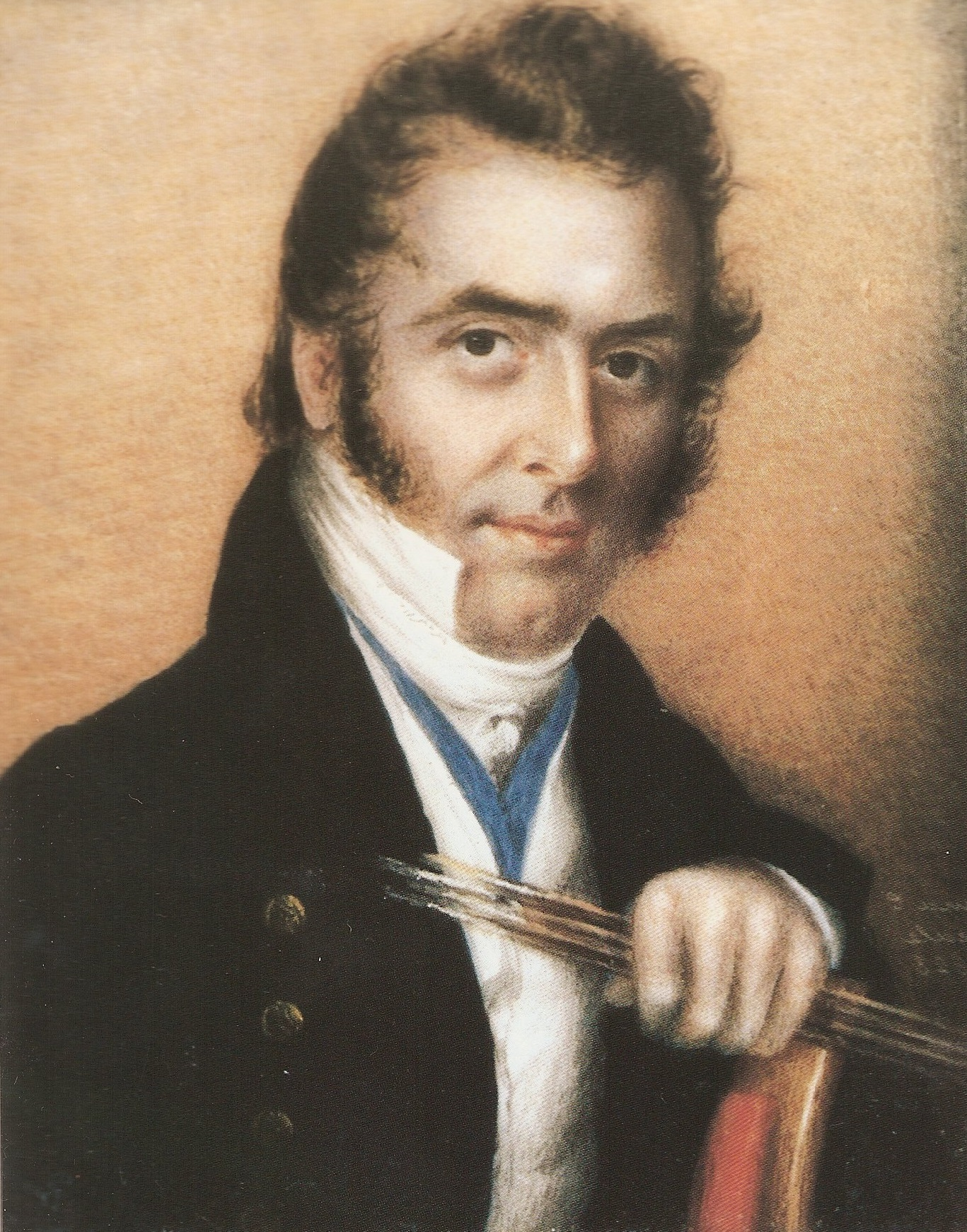
Rembrandt Peale
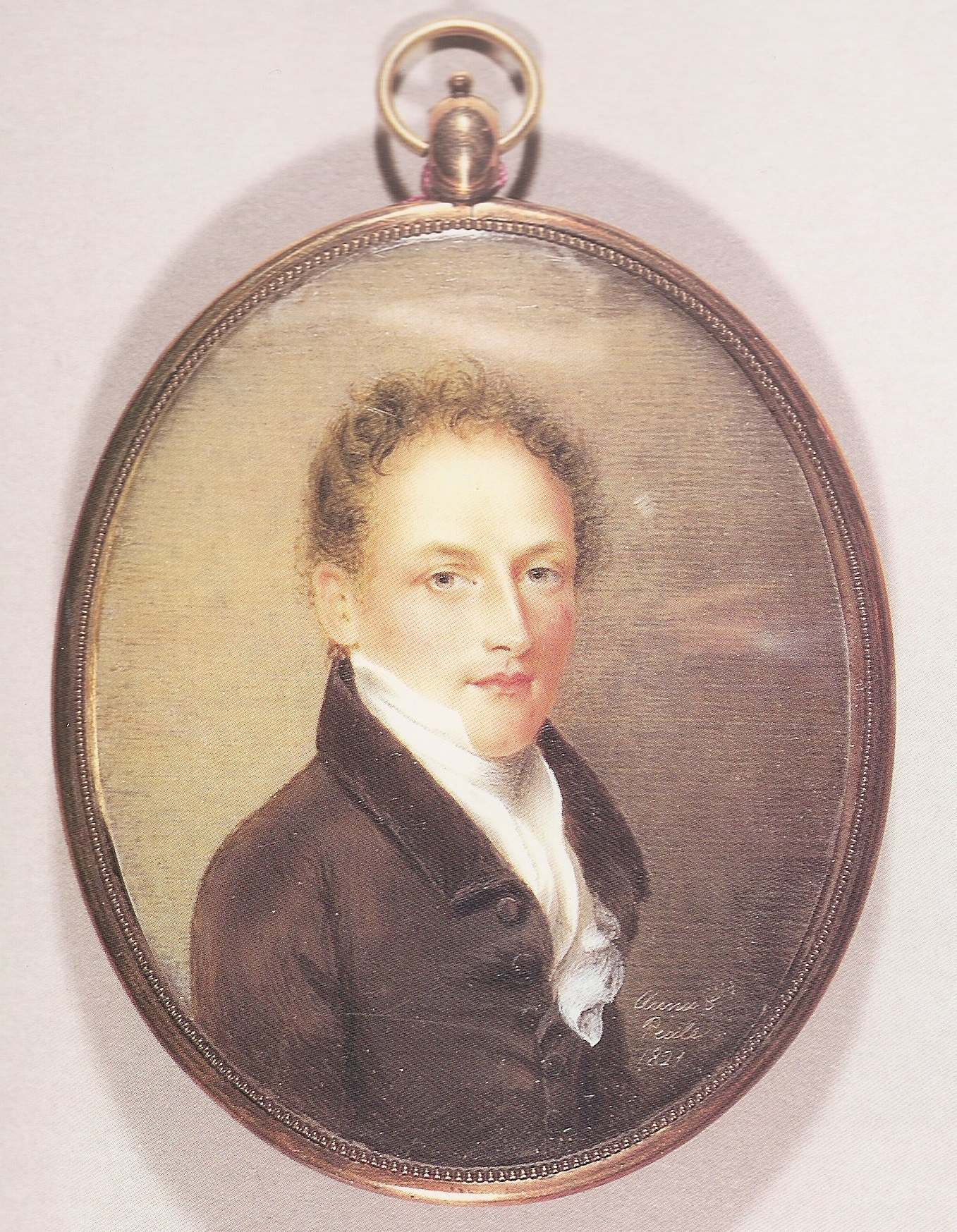
Samuel Parkman.
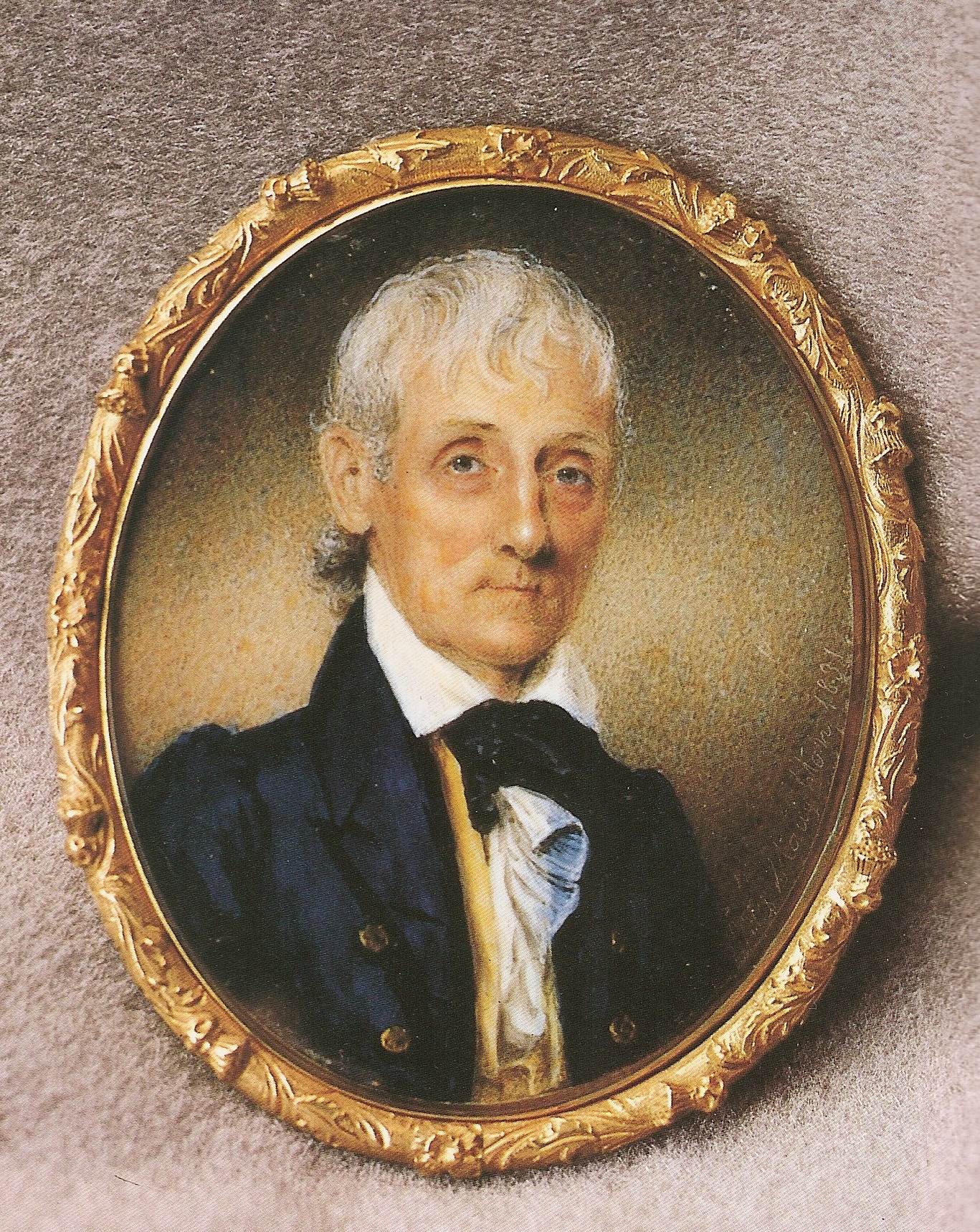
Unidentified man
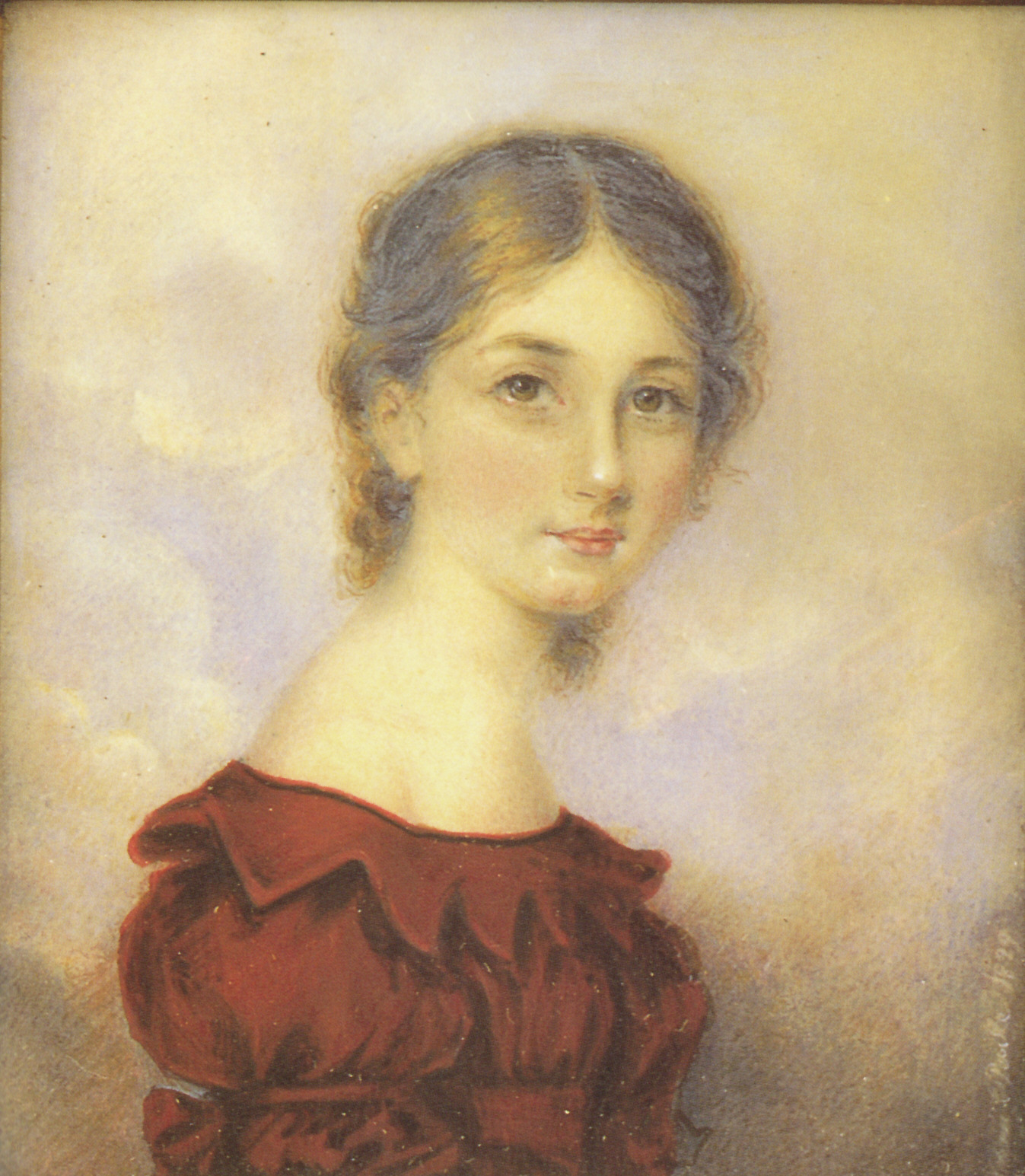
Marianne Beckett
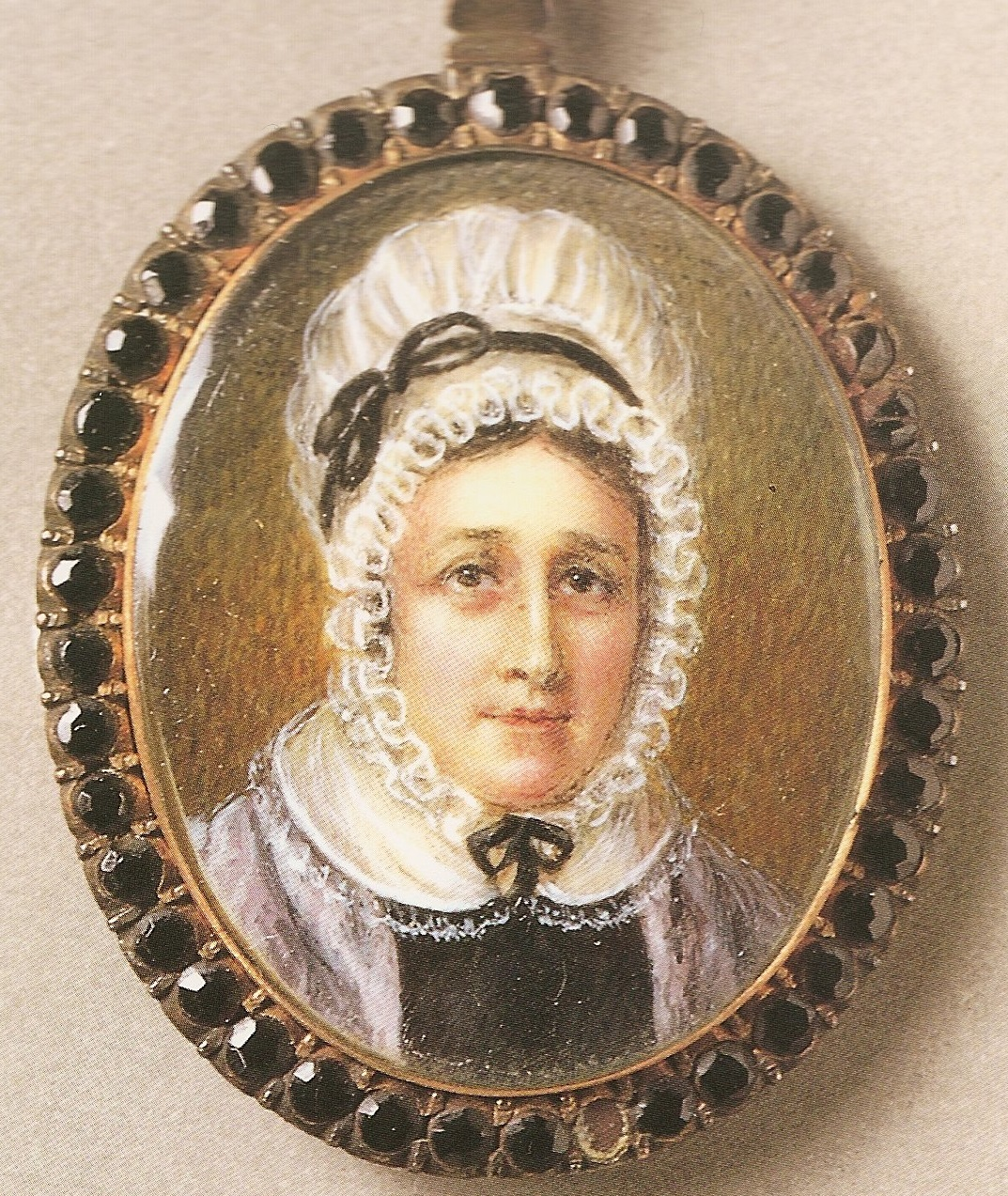
Mary Gorsuch Jessop with Charles Jessop on reverse
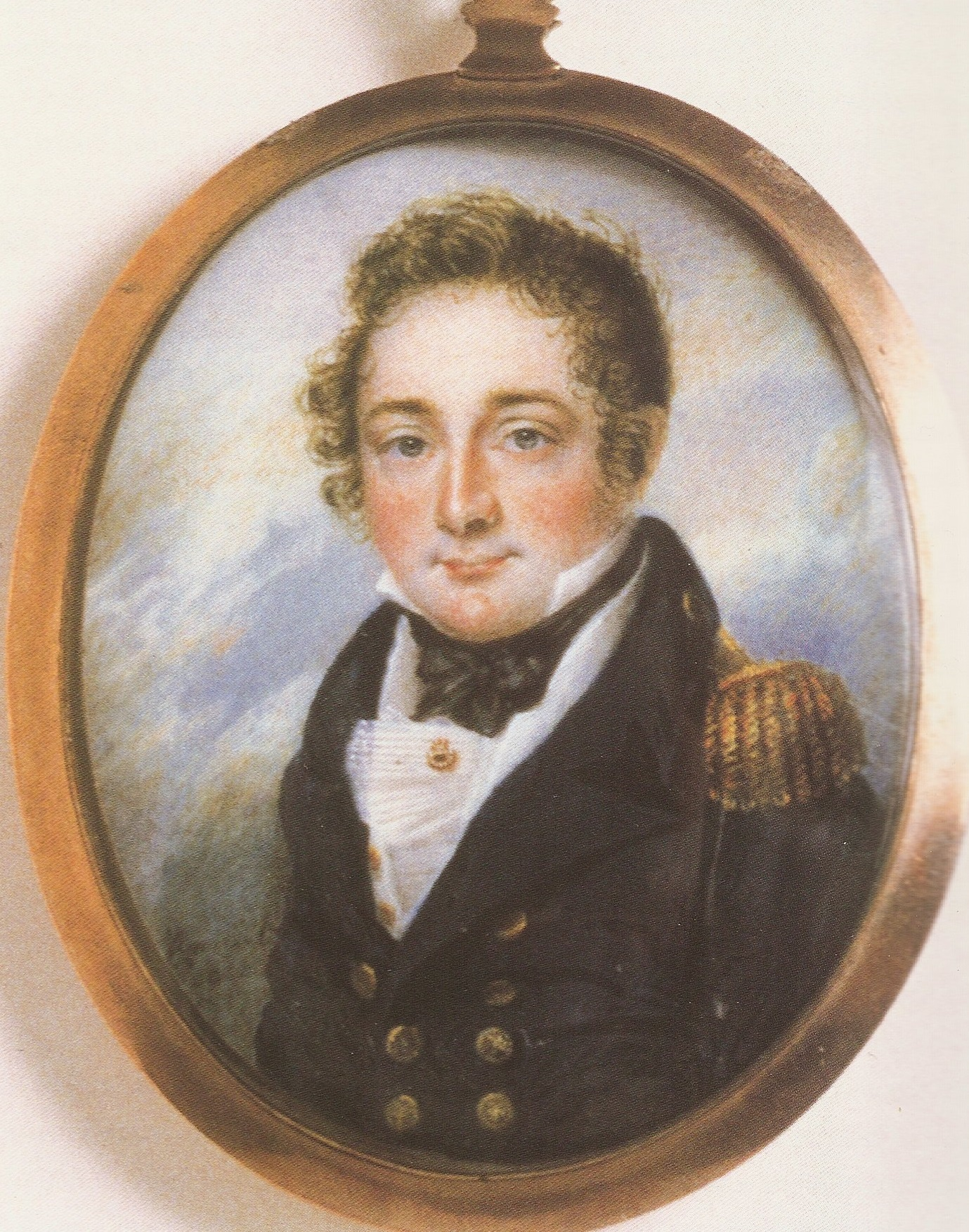
Commodore Jonathon Dayton Williamson
Retrato de una mujer.